# Mycosphaerella artocarpi
Mycosphaerella artocarpi är en svampart som beskrevs av F. Stevens & P.A. Young 1925. Mycosphaerella artocarpi ingår i släktet Mycosphaerella och familjen Mycosphaerellaceae.   Inga underarter finns listade i Catalogue of Life.